# Comuna Bratoliubivka, Dolînska
Bratoliubivka (în ucraineană Братолюбівка) este o comună în raionul Dolînska, regiunea Kirovohrad, Ucraina, formată din satele Bratoliubivka (reședința) și Dubrovîne.

## Demografie
Componența lingvistică a comunei Bratoliubivka
     Ucraineană (97,03%)
     Rusă (2,33%)
     Alte limbi (0,65%)
Conform recensământului din 2001, majoritatea populației comunei Bratoliubivka era vorbitoare de ucraineană (97,03%), existând în minoritate și vorbitori de rusă (2,33%).